# Peter Masefield
Peter Dennis Masefield (Birmingham, 1943 – Bangkok, 7 de setembro de 2020) foi um estudioso britânico do budismo Theravāda e da língua páli, conhecido por suas traduções e análises profundas do cânone budista. Atuou como tradutor para a Pali Text Society e escreveu diversas obras sobre a doutrina budista primitiva.

## Carreira
Masefield iniciou seus estudos sobre o budismo na década de 1960, realizando viagens pela Ásia e imergindo na tradição Theravāda. Ficou conhecido por suas traduções de textos clássicos como o Udāna e o Itivuttaka. Também trabalhou em traduções do Cariyāpiṭaka e seus comentários.
Sua obra mais conhecida, Divine Revelation in Pali Buddhism (1986), defende a tese controversa de que a salvação no budismo primitivo dependia da intervenção da graça do Buda, contrariando a visão amplamente difundida de que o budismo seria uma religião exclusivamente baseada no autoesforço.

## Falecimento
Peter Masefield faleceu em Bangkok, Tailândia, em 7 de setembro de 2020, enquanto trabalhava em novas traduções do cânone pāli.

## Obras principais
- Divine Revelation in Pali Buddhism (1986)
- Traduções para a Pali Text Society:
  - Udāna and the Itivuttaka
  - The Duties of an Expounder (Aṭṭhārasadhamma)